# Pietro Balbi
Pietro Balbi (auch Balbo oder Barbo, lateinisch Petrus Balbus; * 1399 in Pisa; † 9. September 1479 in Rom) war ein italienischer Humanist und Bischof von Tropea.

## Leben
Pietro Balbi wurde 1399 in Pisa geboren. Nach einem Studienaufenthalt in Padua wechselte er nach Mantua. Dort erhielt er bei Vittorino da Feltre eine humanistische Ausbildung, die in erster Linie Mathematik, Astronomie und Gräzistik umfasste. Nach dem Abschluss dieser Studien kehrte er zunächst nach Pisa zurück. Bald danach übersiedelte er nach Rom, wo Kardinal Pietro Barbo, mit dem er verwandt war, ihn förderte. Barbo war ein Neffe von Papst Eugen IV. und erlangte später selbst als Paul II. die Papstwürde.
Balbis Gelehrsamkeit, insbesondere seine Beherrschung des Lateinischen und des Altgriechischen, verschafften ihm an der Kurie Ansehen. Er trat in ein enges Verhältnis zu Kardinal Bessarion, für den er Aufträge übernahm. Im April 1456 ist er erstmals als Priester bezeugt. Der humanistisch gesinnte Papst Pius II. erhob ihn zum Bischof von Nicotera in Kalabrien, nach einer lokalen Überlieferung am 15. Februar 1461, wahrscheinlich aber erst am 18. Januar 1462. Später stellte sich jedoch heraus, dass der vorherige Amtsinhaber, den man in Rom irrtümlich für verstorben hielt, noch am Leben war; somit war Balbis Ernennung ungültig, und er musste sich mit dem Rang eines einfachen Priesters begnügen. Doch schon bald verschaffte ihm Pius II. eine andere Diözese; am 6. Juni 1463 ernannte er ihn zum Bischof von Tropea. Als Oberhirte dieses kalabrischen Bistums kämpfte Balbi für die Gerichtsbarkeit seiner Kirche gegen den königlichen Statthalter von Tropea, Francesco Marrades, den er exkommunizierte. Später kehrte Balbi nach Rom zurück; in seinem Bistum ist er letztmals im Januar 1468 bezeugt. Noch in seinem letzten Lebensjahr profitierte er von einer Verbindung, die er im Umkreis Bessarions geknüpft hatte: Papst Sixtus IV. gewährte dem achtzigjährigen Gelehrten am 27. März 1479 die freie Verfügung über einen Teil der vakanten Pfründen im Bistum Tropea. Am 9. September 1479 starb Balbi in Rom. Sixtus ließ ihn im Petersdom beisetzen.

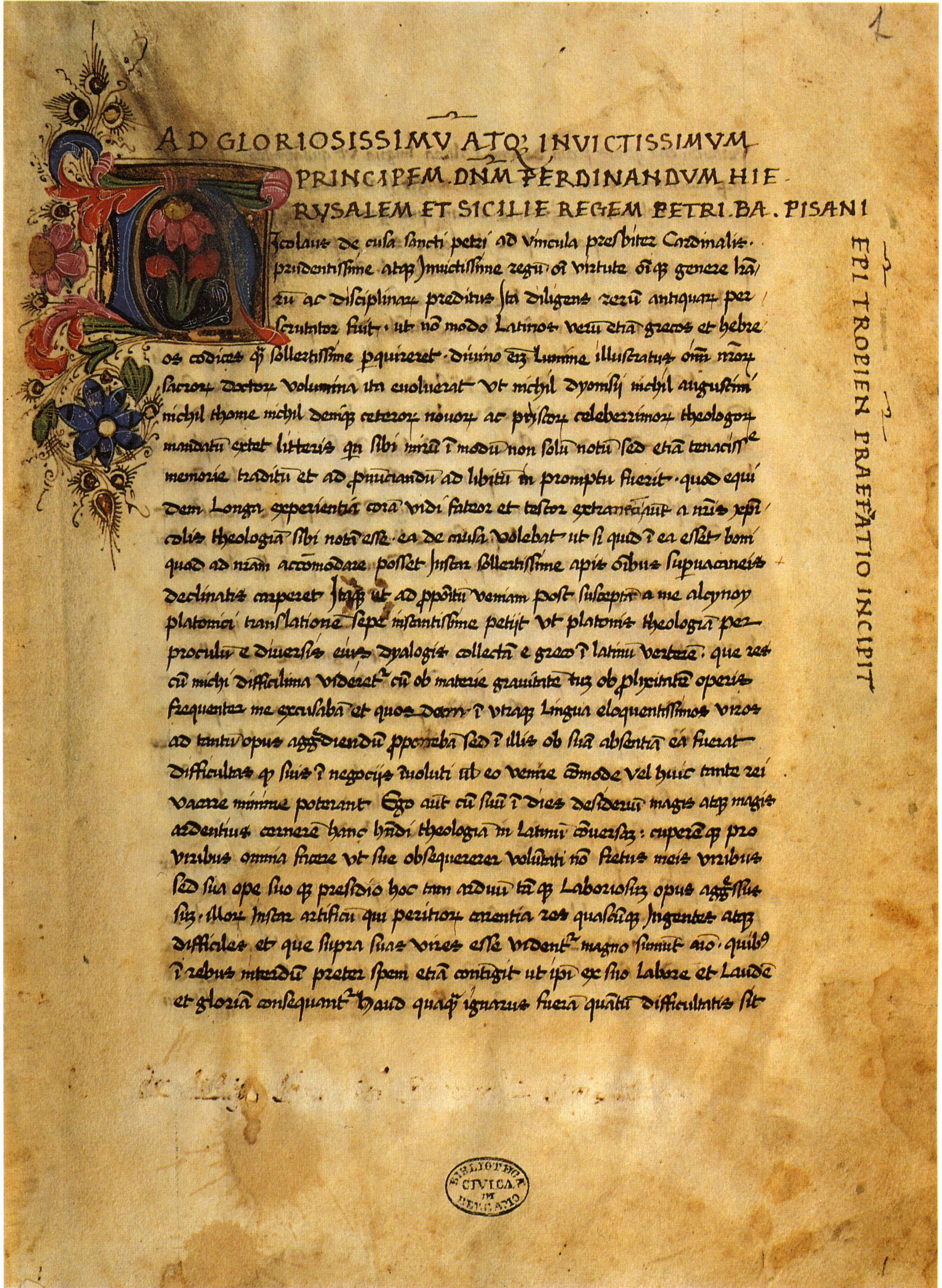
Balbis Widmungsbrief an Ferdinand I. zur lateinischen Übersetzung von Proklos’ Platonischer Theologie, 1466. Bergamo, Civica Biblioteca Angelo Mai, MA 490, fol. 1r.

## Werke
Spätestens im Jahr 1460 fertigte Balbi die erste lateinische Übersetzung des Didaskalikos des antiken griechischen Philosophen Alkinoos an; er widmete sie Kardinal Nikolaus von Kues. 1469 wurde sie in Rom als Anhang zur editio princeps des Apuleius von Giovanni Andrea Bussi gedruckt. Danach übertrug Balbi im Auftrag des Kardinals die Platonische Theologie des Neuplatonikers Proklos ins Lateinische. Die erste Fassung dieser Arbeit vollendete er 1462. Auch sonst war er als Gräzist für Nikolaus von Kues tätig. Dieser ließ ihn in mehreren seiner Dialoge, darunter De non aliud („Vom Nichtanderen“, 1461/62), als Gesprächspartner auftreten. Balbi setzte sich mit der Frage des Verhältnisses zwischen den Schriften des Pseudo-Dionysius Areopagita und der Platonischen Theologie des Proklos auseinander, die auch Nikolaus beschäftigte. Er kannte Zweifel an der Echtheit der Werke des Pseudo-Dionysius und scheint sie geteilt zu haben. Nach Nikolaus’ Tod widmete er die endgültige Fassung seiner Übersetzung der Platonischen Theologie im Jahr 1466 König Ferdinand I. von Neapel, in dessen Reich seine Diözese Tropea lag.
Von Balbi stammen auch lateinische Übersetzungen von Werken griechischer Kirchenväter, darunter Johannes Chrysostomos und Johannes von Damaskus.